# ОШ Бранко Радичевић Бујановац
ОШ „Бранко Радичевић” у Бујановцу, једна је од установа основног образовања на територији општине Бујановац.

## Настанак школе
Зграда школе је рађена у етапама. Први део школске зграде (стари део) заједно са фискултурном салом је завршен и усељен 1970. године. Затим је 1976. године дограђена пространа ђачка кухиња. Инвестиције су на школи завршене изградњом новог дела 1989. године. Својим простором и архитектуром школа не задовољава потребе оранизовања савремене наставе сходно броју ученика.
Настава у разредној настави се одвија у универзалним учионицама (опремљене класичним намештајем), а за потребе предметне наставе постоје кабинети за хемију, биологију, физику, географију, информатику, музичку културу, ликовну културу, фискултурна сала и радионица за техничко образовање. Сви кабинети су опремљени са застарелом опремом и старим намештајем.
Школа поседује и библиотеку са медијатеком, кабинете за рад стручних служби и административно – техничко особље, кабинет директора, наставничку зборницу, зубну амбуланту, кухињу са трпезаријом.
У школском дворишту  су бетонирани терени – игралишта за  мали фудбал – рукомет, кошарку, одбојку и тенис – који су школске 2009/10. године током лета пресвучени новим слојем асфалта и обележени линијама, тако да су за школску 2010/11. годину спремни за извођење наставе физичког васпитања.

## Подручне школе
- Четвороразредна подручна школа у Раковцу, смештена у старој школској згради, плански изграђене 1929. године. Школа је детаљно реновирана и дотерана постављањем нове столарије, заменом дрвеног патоса са новим савременим патосом од пластике и увођењем централног грејања и прикључивањем воде са градског водовода.
- Четвороразредна подручна школа у Српској Кући, тренутно је троразредна јер нема ученике у тређем разреду, смештена је у старој школској згради плански изграђеној 1933. године. Зграда је реновирана 1987. године. Школске 2005/06 године је реновирана школска зграда, постављена ПВЦ столарија, уведено централно грејање, прикључена је на градски водовод.
- Четвороразредна школа у Лопардинцу је смештена у старој школској згради плански изграђеној 1928. године, а која је реновирана у школске 2000/2001. године. У току школске 2001/2002. године је изграђен спортски терен за мали фудбал, а 2008. године уз помоћ месне заједнице набављени су стативе и кошеви за спортски терен. У школи не постоје санитарне просторије, има пољски WC, па је одржавање хигијенских услова отежано. Такође, школа нема централно грејање. Школска зграда прикључена је на градски водовод.
- Четвороразредна школа у Караднику ради у новој школској згради изграђеној 1992. године. Школа има постављену нову столарију, нови савремени патосом од пластике, централно грејање и прикључена је на сеоску канилизацију, а и водом се снадбева  са градског водовода.